# Hammurabis lov
Hammurabis lov  er en af de tidligste kendte samlinger af love, og stammer fra Hammurabis regeringstid som konge af Babylon 1792-1749 f.Kr. En tid blev den regnet som verdens ældst kendte lovværk; men i dag ved man, at Ur-Nammurs lov er omkring 300 år ældre. Denne blev indført af Ur-Nammu, konge af Ur, Sumer og Akkad. 
Det, at en del af Hammurabis love lignede i høj grad lovværket i 2. Mosebog, vakte opsigt og bestyrtelse, da de først blev kendt. Indtil da havde man hævdet, at de bibelske love var enestående. Oversættelse af mesopotamiske tekster førte til den såkaldte Babel-bibel-strid,  der brød ud i januar 1902. 

## Lovens historie
Loven er skrevet på akkadisk på en stele. Det drejer sig om 282 dinat misharin (retfærdige domme) mejslet i sten og kopieret og spredt i stort antal som en "vejledning for landet". Vinteren 1902 afdækkede den franske arkæolog Jacques de Morgan en poleret stele af diorit under udgravningerne af oldtidsbyen Susa. Stelen var dækket af kileskrift og øverst prydet af et relief af kong Hammurabi sammen med solguden Shamash, retfærdighedens beskytter. Shamash overrækker kongen en ring og en stav; et kendt motiv fra Mesopotamien, der viser, hvordan kongen fik sin autoritet fra en guddom. Stelen blev fundet i tre stykker, men sat sammen igen, og er i dag 2,25 meter høj. Nogle af lovene var hugget væk allerede i tidlig tid, men man har fundet kopier af disse, skrevet på lertavler. Man regner derfor med at have den fuldstændige tekst. Prologen ses imidlertid i ulige varianter i de forskellige kopier. Teksten omfatter omkring 4.000 linjer og mere end 8.000 ord, som blev oversat til fransk samme år.  De 282 love dannede forbillede til senere lovtekster og ikke mindst Bibelens mange påbud og regler. Oprindeligt var stelen nok sat op i soltemplet i den babylonske by Sippar, hvor den blev stående i 650 år; men i 1158 f.Kr. blev Babylonien invaderet af elamitterne, som tog Hammurabi-stelen med hjem som krigsbytte til Susa, hvor Jacques de Morgan så fandt den 3.700 år senere. Stelen har senere fået sit tredje hjemsted i Louvre i Paris,  men kopier kan ses i Pergamonmuseet i Berlin og i Teherans nationalmuseum. Lertavler med dele af teksten findes blandt andet i Pennsylvania (USA), på Antikmuseet i Aarhus og i British Museum. 
Samfundet var inddelt i tre stænder: Øverst var kongen, så kom de frie mænd af høj rang (awilum), dernæst en afhængig mellemklasse, almue (muskenum) og til sidst slaverne (wardum). Straffene afhang af, hvilken stand man tilhørte. Lovene omfatter offentlig ret, strafferet, ejendomsret, borgerpligt som militærtjeneste og familieret. Fælles for mange af lovene er gengældelsesprincippet (talionsprincippet), som ses i §§ 196– 200, og som vi genkender som "øje for øje, tand for tand" i 2. Mosebog 21,24. 

## Eksempler på artikler
Loven opstiller simple regler, samt straffen for at overtræde disse. I lovens ånd herskede gengældelsesprincippet, som i lovens artikler om byggesjusk:
§ 229: Hvis en murer har bygget hus for en mand, men ikke har sørget for at huset er solidt, og det hus, han byggede, er styrtet sammen og har dræbt ejeren, så skal mureren dø.
§ 230: Hvis det er ejerens søn, der er blevet dræbt, så skal murerens søn dø.
Slaveri var en del af virkeligheden, som i § 117: Hvis nogen ikke kan indfri et lån og sælger sig selv, sin kone, sin søn og datter for penge, eller giver dem væk til slavearbejde, skal han arbejde i tre år i huset hos den mand, som købte dem (...), og i det fjerde år skal de sættes fri. 
§ 196: Hvis en mand af høj rang blinder øjet på en anden mand af høj rang, skal man blinde hans eget øje.
§ 197: Hvis han brækker benet på en anden mand af høj rang, skal de brække hans eget ben.
§ 198: Hvis han blinder et øje på en mand af almuen, eller brækker hans ben, skal han veje op og aflevere 60 sølvsekler.
§ 199: Hvis han blinder et øje på en slave tilhørende en mand af høj rang, eller brækker slavens ben, skal han veje op og aflevere det halve af slavens værdi i sølv.
§ 209: Hvis en mand af høj rang slår en kvinde af høj rang, så hun taber det barn, hun venter, skal han veje op og aflevere ti sølvsekler for fosteret.
§ 210: Hvis kvinden dør af slaget, skal de dræbe hans datter.
§ 211: Hvis han er skyld i, at en kvinde af almuen taber det barn, hun venter, fordi han har slået hende, skal han veje op og aflevere fem sølvsekler.
§ 212: Hvis kvinden dør, skal han veje op og aflevere 30 sølvsekler.
§ 213: Hvis han slår en slavinde tilhørende en mand af høj rang, så hun mister det barn, hun venter, skal han veje op og aflevere to sølvsekler.
§ 214: Hvis slavinden dør, skal han veje op og aflevere 20 sølvsekler.
En almindelig kvindes liv var 30 sølvsekler værd; en slavindes liv kun 20; og et foster blot 10; mens en almindelig mands ene øje var værd 60 sølvsekler.
På os virker det besynderligt, at straffen for at dræbe nogens datter, var, at ens egen datter blev dræbt. Gerningsmanden gik fri, mens hans uskyldige datter måtte undgælde med sit liv. 
En sølvsekel var ingen mønt – de fandtes endnu ikke – men 8,33 gram sølv. Når drabet på en slavinde kostede 20 sølvsekler, betød det, at gerningsmanden målte 166 gram sølv op; ikke, at han betalte med 20 mønter. 
Hammurabis love forholder sig til forbandelser som en realitet, der hører under straffeloven: Hvis en mand har anklaget en anden for at have lyst en kispu (forbandelse) over ham, men ikke kan bevise det, skal den anklagede gå til den hellige flod, gå ud i den; og hvis floden opsluger ham, kan hans anklager overtage hans hus. Hvis den hellige flod beviser hans uskyld, og han er reddet, skal hans anklager henrettes. Han, der gik ud i floden, kan så overtage anklagerens hus. 